# شرمس
شرمس (به آلمانی: Schrems) یک شهر در اتریش است که در ناحیه گموند واقع شده‌است. شرمس ۵٬۸۳۰ نفر جمعیت دارد.